# Патрик Педа
Патрик Педа (пол. Patryk Peda, нар. 16 квітня 2002, Варшава, Польща) — польський футболіст, центральний захисник італійського клубу СПАЛ та молодіжної збірної Польщі.

## Ігрова кар'єра

### Клубна
Патрик Педа є вихованцем столичної «Легії», де він пройшов через юнацькі та молодіжній команди. У 2019 році Педа був відправлений в оренду у молодіжну команді італійського клубу СПАЛ, який на той момент виступав у Серії А. А вже наступного сезону футболіст приєднався до клубу на повноцінній основі.
Провівши один сезон у Прімавері, футболіст привернув до себе увагу тренерів першої команди і 18 вересня 2021 року захисник дебютував на професійному рівні у матчі Серії В. Через кілька днів після цієї гри Педа продовжив контракт з клубом до 2024 року.

### Збірна
З 2017 року Патрик Педа захищав кольори юнацьких збірних Польщі всіх вікових категорій. В листопаді 2021 року Педа вперше зіграв у складі молодіжної збірної Польщі.